# Marathon van Houston 2006
De marathon van Houston 2006 (ook wel Chevron Houston) vond plaats op zondag 15 januari 2006. Het was de 34e editie van deze marathon.
De wedstrijd werd bij de mannen een overwinning voor de Keniaan David Cheruiyot in 2:12.02. Hij acht seconden voorsprong op de zijn landgenoot Wesley Ngetich, die in 2:12.10 over de finish kwam. Bij de vrouwen won de Russische Firija Sultanova de wedstrijd in 2:32.25.
In totaal finishten 5414 lopers de wedstrijd, waarvan 3423 mannen en 1991 vrouwen.

## Uitslagen

### Mannen
| rang   | naam               | land | tijd    |
| ------ | ------------------ | ---- | ------- |
| Goud   | David Cheruiyot    | KEN  | 2:12.02 |
| Zilver | Wesley Ngetich     | KEN  | 2:12.10 |
| Brons  | Dmitriy Burmakin   | RUS  | 2:14.07 |
| 4      | Aleksandr Vasilyev | RUS  | 2:17.30 |
| 5      | John Itati         | KEN  | 2:18.02 |
| 6      | Dmitriy Sivou      | BLR  | 2:19.07 |
| 7      | Marek Jaroszewski  | POL  | 2:19.56 |
| 8      | Andrey Naumov      | UKR  | 2:23.30 |
| 9      | Michael Walker     | USA  | 2:29.27 |
| 10     | Silvester Nzyoki   | USA  | 2:29.59 |
| 11     | Michael Wardian    | USA  | 2:30.20 |
| 12     | Nathan Harkins     | USA  | 2:30.27 |
| 13     | Drew Prisner       | USA  | 2:32.44 |
| 14     | Russell Boore      | USA  | 2:34.11 |
| 15     | Eric Ollila        | USA  | 2:34.18 |

### Vrouwen
| rang   | naam               | land | tijd    |
| ------ | ------------------ | ---- | ------- |
| Goud   | Firija Sultanova   | RUS  | 2:32.25 |
| Zilver | Nicole Stevenson   | CAN  | 2:32.56 |
| Brons  | Joelia Vinokoerova | RUS  | 2:33.25 |
| 4      | Albina Gallyamova  | RUS  | 2:38.00 |
| 5      | Lidia Vasilevskaja | RUS  | 2:38.35 |
| 6      | Alena Vinitskaja   | BLR  | 2:38.52 |
| 7      | Patty Rogers       | USA  | 2:45.34 |
| 8      | Jacklyn Rzepecki   | USA  | 2:46.49 |
| 9      | Trisha Culbertson  | USA  | 2:47.47 |
| 10     | Wendy Terris       | USA  | 2:51.15 |
| 11     | Laura McIntyre     | USA  | 2:52.16 |
| 12     | Elizabeth Ruel     | CAN  | 2:53.34 |
| 13     | Sharon Stubler     | USA  | 2:58.09 |
| 14     | L.J. Egbert        | USA  | 2:59.37 |
| 15     | Shannon Wilson     | USA  | 2:58.39 |

1972 ·
1973 ·
1974  ·
1975 ·
1976 ·
1977 ·
1978 ·
1979 ·
1980 ·
1981 ·
1982 ·
1983 ·
1984 ·
1985 ·
1986 ·
1987 ·
1988 ·
1989 ·
1990 ·
1991 ·
1992 ·
1993 ·
1994 ·
1995 ·
1996 ·
1997 ·
1998 ·
1999 ·
2000 ·
2001 ·
2002 ·
2003 ·
2004 ·
2005 ·
2006 ·
2007 ·
2008 ·
2009 ·
2010 ·
2011 ·
2012 ·
2013 ·
2014 ·
2015 ·
2016 ·
2017